# Буцівське
Бу́цівське — село в Україні, у Великоолександрівській селищній громаді Бериславського району Херсонської області. Станом на 2001 рік у селі налічувалося 89 жителів.

## Населення

### Мовний склад
Рідна мова населення за даними перепису 2001 року:
| Мова       | Чисельність, осіб | Доля     |
| ---------- | ----------------- | -------- |
| Українська | 82                | 92,14 %  |
| Російська  | 6                 | 6,74 %   |
| Молдовська | 1                 | 1,12 %   |
| Разом      | 89                | 100,00 % |

## Історія
12 червня 2020 року, відповідно до Розпорядження Кабінету Міністрів України від № 726-р «Про визначення адміністративних центрів та затвердження територій територіальних громад Херсонської області», увійшло до складу Великоолександрівської селищної громади.
19 липня 2020 року, в результаті адміністративно-територіальної реформи та ліквідації  Великоолександрівського району увійшло до складу Бериславського району.
За свідченнями мешканців, з початку повномасштабного вторгнення Російської Федерації в Україну повз село проходили озброєні групи російських військових. Протягом весни-осені 2022 року село неодноразово потрапляло під ворожі обстріли. У результаті контрнаступу ЗСУ в Херсонській області противника відкинуто за річку Дніпро восени 2022 року.

## Географія
Село оминає балка Біла Криниця.